# ألما بينيت
ألما بينيت (بالإنجليزية: Alma Bennett) هي ممثلة أمريكية، ولدت في 9 أبريل 1904 بسياتل في الولايات المتحدة، وتوفيت في 16 سبتمبر 1958 بلوس أنجلوس في الولايات المتحدة.

## أعمال

### أفلام
- (1925) العالم المفقود

## وصلات خارجية
- ألما بينيت على موقع IMDb (الإنجليزية)
- ألما بينيت على موقع ألو سيني (الفرنسية)
- ألما بينيت على موقع أول موفي (الإنجليزية)
- ألما بينيت على موقع قاعدة بيانات الأفلام السويدية (السويدية)
- ألما بينيت على موقع قاعدة بيانات الفيلم (الإنجليزية)
- ألما بينيت على موقع كينوبويسك (الروسية)